# A Manchester City FC 1967–1968-as szezonja
A Manchester City az 1967–1968-as szezonban a bajnokságban az első helyen végzett, ezzel megszerezte második bajnoki címét. Ez volt az első trófeájuk az 1956-os FA-kupa siker óta. A két hazai kupában egyaránt a 4. körben esett ki, az FA-kupában a Leicester City ellen, a ligakupában pedig a Fulham ellen

## Játékosok
| # |     | Poszt | Név           |
| - | --- | ----- | ------------- |
|   | ENG | K     | Joe Corrigan  |
|   | ENG | K     | Harry Dowd    |
|   | ENG | K     | Ken Mulhearn  |
|   | ENG | K     | Alan Ogley    |
|   | ENG | V     | Tony Book     |
|   | ENG | V     | Mike Doyle    |
|   | ENG | V     | George Heslop |
|   | ENG | V     | Glyn Pardoe   |
|   | ENG | KP    | Colin Bell    |
|   | ENG | KP    | Roy Cheetham  |
|   | ENG | KP    | John Clay     |

| # |     | Poszt | Név            |
| - | --- | ----- | -------------- |
|   | ENG | KP    | David Connor   |
|   | ENG | KP    | Stan Horne     |
|   | SCO | KP    | Bobby Kennedy  |
|   | ENG | KP    | Alan Oakes     |
|   | ENG | CS    | Stan Bowles    |
|   | ENG | CS    | Tony Coleman   |
|   | ENG | CS    | Paul Hince     |
|   | ENG | CS    | Chris Jones    |
|   | ENG | CS    | Francis Lee    |
|   | ENG | CS    | Mike Summerbee |
|   | ENG | CS    | Neil Young     |

## First Divison
| Dátum                | Ellenfél                | H / A | Helyszín        | Eredmény LG – KG | Gólszerzők                         | Nézőszám |
| -------------------- | ----------------------- | ----- | --------------- | ---------------- | ---------------------------------- | -------- |
| 1967. augusztus 19.  | Liverpool               | H     | Maine Road      | 0 – 0            |                                    | 49 531   |
| 1967. augusztus 23.  | Southampton             | A     | The Dell        | 2 – 3            | Bell, Coleman                      | 23 675   |
| 1967. augusztus 26.  | Stoke City              | A     | Victoria Ground | 0 – 3            |                                    | 22 426   |
| 1967. augusztus 30.  | Southampton             | H     | Maine Road      | 4 – 2            | Bell (2), Young (2)                | 22 002   |
| 1967. szeptember 2.  | Nottingham Forest       | H     | Maine Road      | 2 – 0            | Coleman, Summerbee                 | 29 547   |
| 1967. szeptember 6.  | Newcastle United        | H     | Maine Road      | 2 – 0            | Hince, Young                       | 29 978   |
| 1967. szeptember 9.  | Coventry City           | A     | Highfield Road  | 3 – 0            | Bell, Hince, Summerbee             | 34 578   |
| 1967. szeptember 16. | Sheffield United        | H     | Maine Road      | 5 – 2            | Bowles (2), Bell, Summerbee, Young | 31 922   |
| 1967. szeptember 23. | Arsenal                 | A     | Highbury        | 0 – 1            |                                    | 41 567   |
| 1967. szeptember 30. | Manchester United       | H     | Maine Road      | 1 – 2            | Bell                               | 62 942   |
| 1967. október 7.     | Sunderland              | A     | Roker Park      | 0 – 1            |                                    | 27 885   |
| 1967. október 14.    | Wolverhampton Wanderers | H     | Maine Road      | 2 – 0            | Doyle, Young                       | 36 476   |
| 1967. október 21.    | Fulham                  | A     | Craven Cottage  | 4 – 2            | Summerbee (2), Lee, Young          | 22 108   |
| 1967. október 28.    | Leeds United            | H     | Maine Road      | 1 – 0            | Bell                               | 39 713   |
| 1967. november 4.    | Everton                 | A     | Goodison Park   | 1 – 1            | Connor                             | 47 144   |
| 1967. november 11.   | Leicester City          | H     | Maine Road      | 6 – 0            | Lee (2), Young (2), Doyle, Oakes   | 29 039   |
| 1967. november 18.   | West Ham United         | A     | Upton Park      | 3 – 2            | Lee (2), Summerbee                 | 25 495   |
| 1967. november 25.   | Burnley                 | H     | Maine Road      | 4 – 2            | Coleman (2), Summerbee, Young      | 37 098   |
| 1967. december 2.    | Sheffield Wednesday     | A     | Hillsborough    | 1 – 1            | Oakes                              | 38 207   |
| 1967. december 9.    | Tottenham Hotspur       | H     | Maine Road      | 4 – 1            | Bell, Coleman, Summerbee, Young    | 35 792   |
| 1967. december 16.   | Liverpool               | A     | Anfield         | 1 – 1            | Lee                                | 53 268   |
| 1967. december 23.   | Stoke City              | H     | Maine Road      | 4 – 2            | Lee (2), Coleman, Young            | 40 121   |
| 1967. december 28.   | West Bromwich Albion    | A     | The Hawthorns   | 2 – 3            | Lee, Summerbee                     | 44 897   |
| 1967. december 30.   | West Bromwich Albion    | H     | Maine Road      | 0 – 2            |                                    | 45 754   |
| 1968. január 6.      | Nottingham Forest       | A     | City Ground     | 3 – 0            | Coleman, Summerbee, Young          | 39 581   |
| 1968. január 20.     | Sheffield United        | A     | Bramall Lane    | 3 – 0            | Bell, Doyle, Lee                   | 32 142   |
| 1968. február 3.     | Arsenal                 | H     | Maine Road      | 1 – 1            | Lee                                | 42 392   |
| 1968. február 24.    | Sunderland              | H     | Maine Road      | 1 – 0            | Lee                                | 28 642   |
| 1968. március 2.     | Burnley                 | A     | Turf Moor       | 1 – 0            | Lee                                | 23 486   |
| 1968. március 9.     | Coventry City           | H     | Maine Road      | 3 – 1            | Bell, Summerbee, Young             | 33 310   |
| 1968. március 16.    | Fulham                  | H     | Maine Road      | 5 – 1            | Young (2), Bell, Lee, Summerbee    | 30 773   |
| 1968. március 22.    | Leeds United            | A     | Elland Road     | 0 – 2            |                                    | 51 818   |
| 1968. március 27.    | Manchester United       | A     | Old Trafford    | 3 – 1            | Bell, Heslop, Lee                  | 63 004   |
| 1968. április 6.     | Leicester City          | A     | Filbert Street  | 0 – 1            |                                    | 24 925   |
| 1968. április 12.    | Chelsea                 | H     | Maine Road      | 1 – 0            | Doyle                              | 47 132   |
| 1968. április 13.    | West Ham United         | H     | Maine Road      | 3 – 0            | Young (2), Doyle                   | 38 755   |
| 1968. április 16.    | Chelsea                 | A     | Stamford Bridge | 0 – 1            |                                    | 36 466   |
| 1968. április 20.    | Wolverhampton Wanderers | A     | Molineux        | 0 – 0            |                                    | 39 632   |
| 1968. április 25.    | Sheffield Wednesday     | H     | Maine Road      | 1 – 0            | öngól                              | 32 999   |
| 1968. április 29.    | Everton                 | H     | Maine Road      | 2 – 0            | Book, Coleman                      | 37 786   |
| 1968. május 7.       | Tottenham Hotspur       | A     | White Hart Lane | 3 – 1            | Bell (2), Summerbee                | 51 242   |
| 1968. május 13.      | Newcastle United        | A     | St James’ Park  | 4 – 3            | Young (2), Lee, Summerbee          | 46 492   |

| # | Csapat            | M  | Gy | D  | V  | LG | KG | GK  | P  |
| - | ----------------- | -- | -- | -- | -- | -- | -- | --- | -- |
| 1 | Manchester City   | 42 | 26 | 6  | 10 | 86 | 43 | +43 | 58 |
| 2 | Manchester United | 42 | 24 | 8  | 10 | 89 | 55 | +34 | 56 |
| 3 | Liverpool         | 42 | 22 | 11 | 9  | 71 | 40 | +31 | 55 |
| 4 | Leeds United      | 42 | 22 | 9  | 11 | 71 | 41 | +30 | 53 |
| 5 | Everton           | 42 | 23 | 6  | 13 | 67 | 40 | +27 | 52 |

## FA-kupa
Harmadik kör
| 1. csapat       | Eredmény | 2. csapat       |
| --------------- | -------- | --------------- |
| Manchester City | 0–0      | Reading         |
| Reading         | 0–7      | Manchester City |

Negyedik kör
| 1. csapat       | Eredmény | 2. csapat       |
| --------------- | -------- | --------------- |
| Manchester City | 0–0      | Leicester City  |
| Leicester City  | 4–3      | Manchester City |

## Ligakupa
Második kör
| 1. csapat       | Eredmény | 2. csapat      |
| --------------- | -------- | -------------- |
| Manchester City | 4–0      | Leicester City |

Harmadik kör
| 1. csapat       | Eredmény | 2. csapat       |
| --------------- | -------- | --------------- |
| Manchester City | 1–1      | Blackpool       |
| Blackpool       | 0–2      | Manchester City |

Negyedik kör
| 1. csapat | Eredmény | 2. csapat       |
| --------- | -------- | --------------- |
| Fulham    | 3–2      | Manchester City |

## Fordítás
Ez a szócikk részben vagy egészben  a(z)   1967–68 Manchester City F.C. season című angol Wikipédia-szócikk fordításán alapul.  Az eredeti cikk szerkesztőit annak laptörténete sorolja fel. Ez a jelzés csupán a megfogalmazás eredetét és a szerzői jogokat jelzi, nem szolgál a cikkben szereplő információk forrásmegjelöléseként.